# José Saldías
José Antonio Saldías (* 31. Dezember 1891 in Buenos Aires; † 14. März 1946 ebenda) war ein argentinischer Schriftsteller und Journalist.

## Leben und Werk
Der Sohn des Politikers und Historikers Adolfo P. Saldías arbeitete zunächst als Journalist und Redakteur für Zeitschriften wie La Tarde, Crítica, La Razón, Ultima Hora, Tribuna, La Nación, Caras y Caretas (von Fray Mocho), El Suplemento, ¡Aquí está!, La Novela Semanal und Argentores. Er wirkte als Direktor des Instituto de Estudios de Teatro und des Museo del Teatro und gab das Mitteilungsblatt der Sociedad General de Autores de la Argentina heraus.
Als Theaterautor debütierte er 1913 mit dem Stück Noche de Garufa, dem zahlreiche weitere folgten. Einige Schauspiele entstanden in Zusammenarbeit mit Schriftstellern wie Raúl Casariego und Ivo Pelay. Er veröffentlichte außerdem mehrere Romane und schrieb 1922 den Text zu José María Aguilars Milonga El Pañuelo de Seda. Osvaldo Fresedos Tangos Muchachita de Montmartre und ¡Perdón, Viejita! mit Texten von ihm wurden von Carlos Gardel auf Platte aufgenommen.

## Werke
- Noche de Garufa
- Blasones de Plata
- Los Héroes del Marne
- El Compañero de Pieza
- La Casa de las Fieras
- El Comité de Loma Verde
- La Cortada
- Delirio de Grandezas
- El Señor Gobernador
- La Casa de Barro
- El Bandoneón
- Mimí ha vuelto
- Primavera en Otoño
- Romance Federal
- Gomina y Jazz Band
- Provinciano había de ser
- La Gringa Federika
- Pigalls
- Corrientes y Esmeralda
- Petit Salón
- Muchachita de Montmartre
- Cabeza de Chorlo
- El Caballo de Bastos
- El Candidato del Pueblo
- Mariquita Naranjazo
- El Distinguido Ciudadano
- Buenos Aires de Ayer
- Mire que es chiquito el mundo
- "La Patria Nueva, Roman
- La Maestrita, Roman
- La Casa de mi Niñez, Roman

## Quelle
- Todo Rango - José Saldías

| Personendaten    | Personendaten                                |
| ---------------- | -------------------------------------------- |
| NAME             | Saldías, José                                |
| ALTERNATIVNAMEN  | Saldías, José Antonio                        |
| KURZBESCHREIBUNG | argentinischer Journalist und Schriftsteller |
| GEBURTSDATUM     | 31. Dezember 1891                            |
| GEBURTSORT       | Buenos Aires                                 |
| STERBEDATUM      | 14. März 1946                                |
| STERBEORT        | Buenos Aires                                 |